# Muhammad ibn Ammar
Abu Bakr Muhammad ibn Ammar (arabisch أبو بكر محمد بن عمّار, DMG Abū Bakr Muḥammad b. ʿAmmār; span./port. auch Abenámar,) (* 1031 in Silves; † 1086 in Sevilla) war ein arabischer Dichter und Staatsmann in Andalusien.

## Leben
Der Aufstieg von Muhammad ibn Ammar begann unter dem ’Abbādiden al-Mu'tadid (1042–1069), der ihn als Dichter in Sevilla förderte. Allerdings wurde er in die Verbannung geschickt, als er mit dem Thronfolger al-Mu’tamid (1069–1091) Freundschaft schloss. Er ging zunächst nach Saragossa zu den Hudiden, wurde aber nach der Machtübernahme durch al-Mu'tamid nach Sevilla zurückgerufen und zum Minister ernannt. Ihm gelang es zeitweise, die Bedrohung durch das Königreich Kastilien abzuwenden und gegen die Zīrīden zu lenken. Seine Position nutzte er auch dazu aus, die Verbannung seines Konkurrenten Ibn Zaidun durchzusetzen.
Zum Bruch mit al-Mu’tamid kam es, als Ibn ’Ammār bei einem Feldzug Murcia unterwarf und sich dort als unabhängiger Herrscher aufführte. Nachdem er durch einen Aufstand vertrieben wurde, geriet er 1084 in Gefangenschaft und wurde an al-Mu’tamid ausgeliefert. Ibn ’Ammār wurde 1086 im Gefängnis getötet.